# Прескот (Орегон)
Прескот (енгл. Prescott) град је у америчкој савезној држави Орегон.

## Демографија
По попису из 2010. године број становника је 55, што је 17 (-23,6%) становника мање него 2000. године.
| Група             | 2000.      | 2010.      |
| Белци             | 69 (95,8%) | 47 (85,5%) |
| Афроамериканци    | 0 (0,0%)   | 1 (1,8%)   |
| Азијати           | 0 (0,0%)   | 0 (0,0%)   |
| Хиспаноамериканци | 0 (0,0%)   | 0 (0,0%)   |
| Укупно            | 72         | 55         |